# Die Stem van Suid-Afrika
Die Stem van Suid-Afrika – hymn Republiki Południowej Afryki w latach 1961-1997.
W maju 1918 roku C.J. Langenhoven napisał poemat w języku afrikaans Die Stem. W 1921 roku muzykę doń skomponował Reverend Marthinus Lourens de Villiers, zaś 31 maja 1928 roku odbyło się pierwsze publiczne wykonanie pieśni.
Od 1952 roku pieśń posiadała także swoją angielską wersję, zaś w 1957 roku stała się hymnem RPA.
Die Stem van Suid-Afrika nie cieszyła się zbytnią popularnością wśród czarnych Afrykańczyków, dlatego też po upadku apartheidu w 1994 roku jako drugi hymn państwowy (obok dotychczasowego) przyjęto pieśń Nkosi Sikelel' iAfrika.
W 1997 roku przyjęto nowy hymn, będący połączeniem Nkosi Sikelel' iAfrika i Die Stem van Suid-Afrika.

## Tekst
| Die Stem van Suid-Afrika (afrikaans)   | The Call of South Africa (angielski)    |  |
|                                        |                                         |  |
| Uit die blou van onse hemel,           | Ringing out from our blue heavens,      |  |
| Uit die diepte van ons see,            | From our deep seas breaking round,      |  |
| Oor ons ewige gebergtes                | Over everlasting mountains,             |  |
| Waar die kranse antwoord gee.          | Where the echoing crags resound,        |  |
| Deur ons vêr verlate vlaktes           | From our plains where creaking wagons,  |  |
| Met die kreun van ossewa.              | Cut their trails into the earth,        |  |
| Ruis die stem van ons geliefde,        | Calls the spirit of our country,        |  |
| Van ons land Suid-Afrika.              | Of the land that gave us birth.         |  |
| Ons sal antwoord op jou roepstem,      | At thy call we shall not falter,        |  |
| Ons sal offer wat jy vra:              | Firm and steadfast we shall stand,      |  |
| Ons sal lewe, ons sal sterwe,          | At thy will to live or perish,          |  |
| Ons vir jou, Suid-Afrika.              | O South Africa, dear land.              |  |
|                                        |                                         |  |
| In die merg van ons gebeente,          | In our body and our spirit,             |  |
| in ons hart en siel en gees,           | In our inmost heart held fast;          |  |
| In ons roem op ons verlede,            | In the promise of our future,           |  |
| In ons hoop op wat sal wees.           | And the glory of our past;              |  |
| In ons wil en werk en wandel,          | In our will, our work, our striving,    |  |
| Van ons wieg tot aan ons graf.         | From the cradle to the grave-           |  |
| Deel geen ander land ons liefde,       | There's no land that shares our loving, |  |
| Trek geen ander trou ons af.           | And no bond that can enslave.           |  |
| Vaderland, ons sal die adel,           | Thou hast borne us and we know thee,    |  |
| Van jou naam met ere dra:              | May our deeds to all proclaim           |  |
| Waar en trou as Afrikaners,            | Our enduring love and service           |  |
| Kinders van Suid-Afrika.               | To thy honour and thy name.             |  |
|                                        |                                         |  |
| In die songloed van ons somer,         | In the golden warmth of summer,         |  |
| in ons winternag se kou,               | In the chill of winter's air,           |  |
| In die lente van ons liefde,           | In the surging life of springtime,      |  |
| in die lanfer van ons rou.             | In the autumn of despair;               |  |
| By die klink van huw'liksklokkies,     | When the wedding bells are chiming,     |  |
| by die kluit-klap op die kis.          | Or when those we love do depart,        |  |
| Streel jou stem ons nooit verniet nie, | Thou dost know us for thy children      |  |
| Weet jy waar jou kinders is.           | And dost take us to thy heart           |  |
| Op jou roep sê ons nooit nee nie,      | Loudly peals the answering chorus;      |  |
| Sê ons altyd, altyd ja:                | We are thine, and we shall stand,       |  |
| Om te lewe, om te sterwe -             | Be it life or death, to answer          |  |
| Ja, ons kom, Suid-Afrika.              | To thy call, beloved land.              |  |
|                                        |                                         |  |
| Op U Almag vas vertrouend              | In thy power, Almighty, trusting,       |  |
| het ons vadere gebou:                  | Did our fathers build of old;           |  |
| Skenk ook ons die krag, o Here!        | Strengthen then, O Lord, their children |  |
| Om te handhaaf en te hou.              | To defend, to love, to hold-            |  |
| Dat die erwe van ons vadere            | That the heritage they gave us          |  |
| Vir ons kinders erwe bly:              | For our children yet may be;            |  |
| Knegte van die Allerhoogste,           | Bondsmen only to the Highest            |  |
| Teen die hele wêreld vry.              | And before the whole world free.        |  |
| Soos ons vadere vertrou het,           | As our fathers trusted humbly,          |  |
| Leer ook ons vertrou, o Heer:          | Teach us, Lord to trust Thee still;     |  |
| Met ons land en met ons nasie          | Guard our land and guide our people     |  |
| Sal dit wel wees, God regeer.          | In Thy way to do Thy will.              |  |